# (685) Hermia
(685) Hermia es un asteroide perteneciente al cinturón de asteroides descubierto el 12 de agosto de 1909 por Karl Wilhelm Lorenz desde el observatorio de Heidelberg-Königstuhl, Alemania.
Se desconoce la razón del nombre.

## Características orbitales
Hermia forma parte de la familia asteroidal de Flora.